# Anne Canteaut
Anne Canteaut, née en 1970 à Dunkerque, est une chercheuse française en cryptographie, travaillant à l'Institut français de recherche en informatique et en automatique (INRIA) à Paris. Ses recherches portent principalement sur la conception et la cryptanalyse d'algorithmes cryptographiques symétriques et sur l'étude de leurs composants non-linéaires, appelés S-box.

## Éducation et carrière
Après des études à Dunkerque, puis à Lille, Anne Canteaut obtient un diplôme d'ingénieur de l'ENSTA en 1993. Elle soutient sa thèse à l'Université Pierre-et-Marie-Curie en 1996, intitulée Attaques de cryptosystèmes à mots de poids faible et construction de fonctions t-résilientes sous la direction de Paul Camion.
De 2019 à 2023, elle est présidente de la Commission d'évaluation de l'INRIA et a été présidente du comité de pilotage de la conférence FSE (Fast Software Encryption), principale conférence internationale de cryptographie symétrique, de 2012 à 2023. Elle a également été responsable scientifique de l'équipe INRIA SECRET entre 2007 et 2019, et Déléguée Scientifique du centre Inria de Paris de 2017 à 2019.

## Primitives cryptographiques
Anne Canteaut a contribué à la conception de plusieurs nouvelles primitives cryptographiques :
- DECIM (en), un chiffrement de flux soumis au projet eSTREAM[5]
- SOSEMANUK (en), un chiffrement de flux sélectionné dans le portefeuille eSTREAM[6]
- Shabal (en), une fonction de hachage soumise au concours SHA-3[7]
- Prince (chiffrement) (en), un chiffrement par bloc à faible lantence[8]
- Saturnin, un chiffrement authentifié à bas coût.

Elle a participé à la cryptanalyse de plusieurs algorithmes symétriques et asymétriques.

## Prises de position
En 2016, Anne Canteaut dénonce les pressions des services de sécurité américains, notamment la NSA, pour affaiblir les systèmes cryptographiques et pour introduire des portes dérobées dans les logiciels grand public.
En 2023, à l'occasion de son prix de Femme scientifique de l'année, elle qualifie de « terrible » la place accordée aux femmes dans les sciences, et dénonce « toutes les mesures prises [qui] ne font qu'aggraver la situation », citant notamment la réforme du lycée 2019 et le système d'attribution des chaires de professeur junior (2021), qui empêche la promotion de la diversité.

## Distinctions
Le 13 juillet 2019, Anne Canteaut est nommée au grade de chevalier dans l'ordre national de la Légion d'honneur au titre de « directrice de recherche à l'Institut national de recherche en informatique et en automatique ; 22 ans de services ».
Le 21 novembre 2023, elle reçoit le prix Irène-Joliot-Curie de la Femme scientifique de l'année.
En 2024, elle reçoit le titre de Fellow de l'International Association for Cryptologic Research (IACR).
En 2025, elle est élue à l'Académie des sciences.

## Pour approfondir